# Boisville-la-Saint-Père
Boisville-la-Saint-Père és un municipi francès, situat al departament de l'Eure i Loir i a la regió de Centre – Vall del Loira. L'any 2007 tenia 717 habitants.

## Demografia

### Població
El 2007 la població de fet de Boisville-la-Saint-Père era de 717 persones. Hi havia 274 famílies, de les quals 64 eren unipersonals (24 homes vivint sols i 40 dones vivint soles), 85 parelles sense fills, 109 parelles amb fills i 16 famílies monoparentals amb fills.
La població ha evolucionat segons el següent gràfic:
Habitants censats

### Habitatges
El 2007 hi havia 340 habitatges, 283 eren l'habitatge principal de la família, 26 eren segones residències i 31 estaven desocupats. 338 eren cases i 2 eren apartaments. Dels 283 habitatges principals, 249 estaven ocupats pels seus propietaris, 27 estaven llogats i ocupats pels llogaters i 6 estaven cedits a títol gratuït; 3 tenien una cambra, 12 en tenien dues, 43 en tenien tres, 77 en tenien quatre i 147 en tenien cinc o més. 225 habitatges disposaven pel capbaix d'una plaça de pàrquing. A 126 habitatges hi havia un automòbil i a 142 n'hi havia dos o més.

### Piràmide de població
La piràmide de població per edats i sexe el 2009 era:
| Homes | Edats   | Dones |
| ----- | ------- | ----- |
| 0     | 95 o +  | 1     |
| 0     | 90 a 94 | 1     |
| 4     | 85 a 89 | 4     |
| 2     | 80 a 84 | 3     |
| 9     | 75 a 79 | 14    |
| 18    | 70 a 74 | 13    |
| 16    | 65 a 69 | 18    |
| 9     | 60 a 64 | 12    |
| 20    | 55 a 59 | 12    |
| 29    | 50 a 54 | 26    |
| 31    | 45 a 49 | 29    |
| 25    | 40 a 44 | 21    |
| 34    | 35 a 39 | 19    |
| 32    | 30 a 34 | 34    |
| 22    | 25 a 29 | 24    |
| 23    | 20 a 24 | 13    |
| 24    | 15 a 19 | 31    |
| 26    | 10 a 14 | 19    |
| 20    | 5 a 9   | 24    |
| 19    | 0 a 4   | 21    |

## Economia
El 2007 la població en edat de treballar era de 479 persones, 364 eren actives i 115 eren inactives. De les 364 persones actives 334 estaven ocupades (182 homes i 152 dones) i 29 estaven aturades (13 homes i 16 dones). De les 115 persones inactives 49 estaven jubilades, 32 estaven estudiant i 34 estaven classificades com a «altres inactius».

### Ingressos
El 2009 a Boisville-la-Saint-Père hi havia 292 unitats fiscals que integraven 747 persones, la mediana anual d'ingressos fiscals per persona era de 18.801 €.

### Activitats econòmiques
Dels 31 establiments que hi havia el 2007, 1 era d'una empresa extractiva, 1 d'una empresa alimentària, 1 d'una empresa de fabricació d'altres productes industrials, 10 d'empreses de construcció, 7 d'empreses de comerç i reparació d'automòbils, 2 d'empreses d'hostatgeria i restauració, 2 d'empreses d'informació i comunicació, 1 d'una empresa financera, 1 d'una empresa immobiliària, 2 d'empreses de serveis, 1 d'una entitat de l'administració pública i 2 d'empreses classificades com a «altres activitats de serveis».
Dels 12 establiments de servei als particulars que hi havia el 2009, 1 era una oficina bancària, 3 paletes, 4 fusteries, 1 lampisteria, 1 electricista i 2 restaurants.
L'únic establiment comercial que hi havia el 2009 era una fleca.
L'any 2000 a Boisville-la-Saint-Père hi havia 21 explotacions agrícoles que ocupaven un total de 2.336 hectàrees.

## Equipaments sanitaris i escolars
El 2009 hi havia una escola elemental integrada dins d'un grup escolar amb les comunes properes formant una escola dispersa.

## Poblacions més properes
El següent diagrama mostra les poblacions més properes.